# 裏設定
裏設定（うらせってい）とは、小説、映画、漫画などの創作物において、作品上語られない設定のことである。
多くは、作者が創作の過程で準備したが結果的にストーリー上で描かなかったことや、単なる遊び心で決めた事柄である。例えば、以下のようなものがある。
- 登場人物（身長、体重、3サイズなど）の詳細な設定。
- 世界観や、作品上存在する国家、組織に関する細かい設定。
- 作品に登場する生物（魔物、怪獣など）の生態や解剖図。

小説、漫画などでは後書きやページの余白などを使い、読者の質問に答える形式で裏設定が明かされる場合がある。
映画においては、登場人物に一見して奇異だったり、前後のつじつまが合わないような言動をさせ、その理由を裏設定とする（作中では描かない）ことがある。映画には上映時間の制限があり、作中ですべての事柄についての言及が難しいためでもある。また「映画館のみで販売されるパンフレットに掲載」「映画本編のDVDに付属する特典に収録」「別に発売されるメイキングDVDやノベライズ小説に記載」などの方法で、裏設定を公にする場合もある。
作品の表に出ないだけあって、物語上重要ではない場合が多く、知らなくても作品の理解に影響を及ぼすことは少ない。しかし、熱心なファンからすると作品をより深く理解できるため、人気作品の場合は裏設定も含めた「設定資料集」などの設定のみを集めた書籍で、発売・発表される場合もある。

## その他
パチスロの裏モノに搭載される、ノーマル機に存在しない設定のことも「裏設定」と呼ぶことがある。